# Yumari González
Yumari González Valdivieso (nascida em 13 de junho de 1979, em Sancti Spíritus) é uma ciclista profissional cubana. Competiu nos Jogos Pan-Americanos de 2015.